# Holger Bär
Holger Bär (* 1962 in Wuppertal) ist ein deutscher Künstler.

## Leben
Bärs erste „digital paintings“ entstanden während seines Studiums an der Universität Wuppertal von 1986 bis 1989 bei Michael Badura, Fachbereich Malerei.
Von 1987 bis 1989 plante und programmierte er seine erste Malmaschine. 1994 folgte die Entwicklung eines mobilen, pneumatischen Roboters. 1996–1997 entwickelte er eine pneumatische Malmaschine mit drei getrennten Pinselköpfen. Bär arbeitete an der Entwicklung von sechsbeinigen autonomen Kleinrobotern mit „eigener Intelligenz“.

## Digital Painting
Holger Bär beschäftigt sich seit vielen Jahren damit, den Entstehungsprozess von Malerei zu automatisieren. Er setzt dabei ganz auf die Möglichkeiten, die die Robotik bietet: Seine Technik – das „digital painting“ – nutzt digitale Vorlagen, die von selbst entwickelten Maschinen auf die Leinwand übertragen werden – Pixel für Pixel. So entstehen, ähnlich wie bei einem Monitor, aus zahlreichen Bildpunkten seine Kunstwerke.
Das künstlerische Konzept Holger Bärs konterkariert herkömmliche Kunstkriterien wie malerisches Talent und handwerkliche Fertigkeit. Bereits in den 20ern fand mit Duchamp und in den 60ern mit Andy Warhol in aller Radikalität eine Desauratisierung der Kunst statt. So hinterfragen Holger Bärs Bilder die Eindeutigkeit künstlerischer Urheberschaft und haben als häufiges, mit den Pop-Artisten gemeinsames Motiv, Ikonen des Alltags.
Holger Bär ist ein Maler des 21. Jahrhunderts und äußert sich in diesem Kontext mit zeitaktuellen Mitteln. In seiner Arbeit verschmelzen Persönlichkeit und Apparatur. Anders als der Hightech-Prozess suggeriert, entstehen malerisch-expressive Tafelbilder (Öl auf Leinwand) mit „digital-pointillistischem“ Duktus und authentischer Wiedererkennbarkeit.
Bär versteht sich selbst als Maler und Kreator einer zeitgemäßen Maltechnik. Sein formaler Ansatz führt stringent zu seinen künstlerischen Inhalten. Im Kontext zum heutigen Kommunikationszeitalter stellt sich die Frage nach Wahrheit von Information und  Interpretation von Wirklichkeit.

## Ausstellungen/Messen (Auswahl)
Legende: (G) – Gruppenausstellung, (E) – Einzelausstellung, (K) – Katalog
- 1992 – Karl-Ernst-Osthaus Museum, Hagen, „Trivial machines“ (G, K)
- 1993 – Stadtmuseum Düsseldorf, „Digital paintings“ (E)
- 1993 – Galerie CULT, Wien, „Digital paintings“ (E)
- 1994 – Kunstverein ACUD, Berlin (G)
- 1994 – Trench Art Festival Sfântu Gheorghe, Rumänien (G, K)
- 1995 – art multiple, Sonderstand, Düsseldorf (E)
- 1995 – Art 95, Zürich (E)
- 1995 – Galerie Rössler, München, „Figurative Positionen“ (G)
- 1996 – Galerie David, Bielefeld (E)
- 1996 – Suermondt Ludwig Museum, Aachen (G, K)
- 1997 – Galerie Incontro, Eitorf, „Das kleine Format“ (G)
- 1997 – Städtische Galerie, Paderborn, „Endstationen“ (G, K)
- 1997 – Galerie Raab, Berlin, „Portrait im 20. Jahrhundert“ (G)
- 1997 – Hannovermesse mit FESTO (E)
- 1997 – Galerie Deschler, Berlin, „Digital painting“ (E)
- 1998 – Galerie Deschler, Berlin, „Space“ (K, E)
- 1998 – Galerie David, Bielefeld, „Full house“ (G)
- 1998 – Galerie Rössler, München, „Ikonen der Malerei“ (E)
- 1998 – Kunstverein Bad Salzdetfurth (G)
- 1999 – Kunstverein Bad Oeynhausen (G)
- 1999 – Zeppelinmuseum Friedrichshafen (E)
- 2000 – Galerie Deschler, Berlin, „Wie Maschinen Menschen sehen“ (K, E)
- 2000 – Museum Bochum, „Wie Maschinen Menschen sehen“ (K), (E)
- 2000 – Galerie Deschler, Berlin, „Freedom of Choice“,  -KEHL- & Bär (K, G)
- 2001 – Art Frankfurt, Art Bodensee (G)
- 2001 – Harburger Kunstverein, Hamburg (K, G)
- 2001 – Galerie im Park, Bremen (G)
- 2001 – Hoffmann Gallery, Paris (E)
- 2002 – Neues Museum Weserburg, Bremen „Kunst nach Kunst“ (G)
- 2002 – Art Frankfurt (G), Art Forum Berlin (G)
- 2002 – Galerie Michael, Rottach-Egern, „Tradition und Moderne“
- 2003 – art-fair, Köln, Galerie Deschler (G)
- 2003 – Art Frankfurt, Galerie Deschler (G)
- 2003 – Galerie Deschler, „EndlichUnendlich“ mit Michael Badura und Wolfram Odin (G)
- 2004 – Galerie Deschler, Berlin, Holger Bär & Salomé – „567 Bilder“ (G)
- 2004 – BERLINERLISTE, Berlin (G)
- 2004 – FIAC, Paris (G)
- 2005 – ART COLOGNE, Berlinbilder (G)
- 2005 – „10 Jahre – Künstler der Galerie“, Galerie Deschler, Berlin
- 2006 – Galerie Deschler, Berlin, „Preußisch Blau Berlin“ (K, E)
- 2006 – Deutsches Technikmuseum Berlin, „Spiel mit Technik“ (K, G)
- 2006 – Galerie Deschler, „This Ball Is Square – Everything You Always Wanted To Know About Fußball“ (G)
- 2006 – art Karlsruhe, one-man-show
- 2006 – Preußisch Blau Berlin, Galerie Deschler, Berlin
- 2010 – Parks and Landscapes, Galerie Deschler, Berlin
- 2012 – Absolute Art Space, Barcelona
- 2013 – Glück, Galerie Deschler, Berlin
- 2013 – Parks & Castles, Stiftung Burg Kniphausen
- 2014 – Holger Bärs Kunstmaschine. Maschinenmalerei seit 1989, Effizienzhaus Plus mit Elektromobilität, Berlin